# Шарет, Моше
Моше́ Шаре́т (ивр. משה שרת‎, при рождении Моше Черток (идиш משה טשערטאָק‎, укр. Мойсей (Моше) Черток); 16 октября 1894, Херсон — 7 июля 1965, Иерусалим) — израильский государственный деятель, дипломат, первый в истории Израиля министр иностранных дел и второй премьер-министр Израиля (в 1954—1955, между периодами правления Давида Бен-Гуриона).

## Биография

### Семья
Отец — Яков Лейбович (Львович) Черток (1862, Пинск — 1913, Палестина; ивр.), родился в семье Йегуды Лейба Чертока и Йегудит, дочери Дова Касовского. Окончил хедер и реальное училище в Пинске, затем поступил в Харьковский технологический институт (по другому источнику — Варшавский технологический институт). В 1881 году, когда на юге России начались еврейские погромы, переехал в Палестину. Весной 1882 года поселился в земледельческой колонии Микве Исраэль, основанной в 1870 году недалеко от Яффы базирующейся в Париже организацией Альянс Израэлит. В июле того же года он присоединился в новоприбывшей группе студентов-билуйцев из 14 человек, вместе с которыми в конце года перебрался в Иерусалим. В 1886 году Черток возвратился в Россию и поселился с родителями в Одессе, где прожил несколько лет, после чего женился на Фане Лев и переехал с женой в Херсон.
Печатался в газете «Одесский листок», а также в еврейских изданиях на русском языке: «Восход», «Будущность» и других. Выпустил несколько брошюр на русском языке на темы истории и сионизма, среди них «Рабби Иоханан бен Заккай» (Одесса, 1895), «Интриги двора Ирода» (Одесса, 1897) и «Какова сущность еврейской истории?» (Херсон, 1902). Перевёл на русский язык книгу Иосифа Флавия «Иудейская война» (СПб, 1893 и 1900).
Мать — Фаня Черток (ум. 1951), в девичестве Лев, родилась в Николаеве в семье Йехошуа и Фрумы Лев. Её детские годы прошли в Одессе, где в возрасте 16 лет она окончила гимназию для девочек. Сдав государственные экзамены, получила право преподавать. Работала частной учительницей, а также вместе с сестрой Александрой открыла в Одессе частную школу для еврейских девушек. Выйдя замуж за Якова Чертока, переехала с ним в Херсон, где родились пятеро их детей. В их доме располагался городской сионистский комитет.
Братья и сёстры: Ривка: выпускница гимназии «Герцлия», учительница музыки, жена Дова Хоза, Йегуда: композитор и дирижёр, член кибуца «Ягур», Ада, жена Элиягу Голомба, Геула, член кибуца «Гиват Бренер».

### Детские годы в Палестине
В 1906 году семья репатриировалась в Палестину, находившуюся в те времена под турецким правлением, и селится в арабском селе Эйн-Синия (Самария), где Яков Черток с семьёй своей сестры Гуты Катинской создали сельскохозяйственную ферму. На протяжении первых двух лет семья жила в большом доме с маслобойней и мельницей, которые Яков Черток арендовал у известной иерусалимской семьи аль-Хусейни. Фаня Черток, кроме ведения домашнего хозяйства, занималась лечением арабов, живших в селе Эйн-Синия и его окрестностях, от болезней глаз и инфекционных заболеваний. В «Дни Трепета» вся семья приезжала в Иерусалим, жила в гостинице, а после праздников возвращалась в Эйн-Синию. За два года Моше хорошо знакомится с жизнью и обычаями местных жителей, учится арабскому языку.
В 1908 году Моше с семьёй переехал в Яффо. Позднее семья Шарет участвовала в строительстве квартала Ахузат-Баит, который стал первым кварталом нового города Тель-Авив, а также стала одной из первых семей, поселившихся в этом квартале. Моше поступил в тель-авивскую гимназию «Герцлия» и успешно (особенно хорошо ему давались языки и история) завершил учёбу в первом выпуске этой гимназии.

### Становление
По праву подданного Османской империи, в 1913 году поступил на юридический факультет Стамбульского университета изучать право. В тот же период там учились Давид Бен-Гурион и Ицхак Бен-Цви.
С началом Первой мировой войны добровольно призывался в турецкую армию и служил там офицером-переводчиком сначала в Македонии, а затем, благодаря знанию языков, у командующего германскими войсками в Эрец-Исраэль. По окончании войны в 1919 году Моше Черток поступил на работу в секретариат Сионистской комиссии, образованной решением правительства Великобритании как консультативный орган при британской администрации в Палестине по всем делам, касающимся евреев и могущим повлиять на создание национального очага для еврейского народа. Тогда же вступил в сионистскую социалистическую рабочую партию в Эрец-Исраэль — «Ахду́т ha-авода́».
С 1920 по 1925 год Черток учился в Лондонской школе экономических и политических наук, активно участвовал в деятельности британского отделения Поалей Цион.
В 1925 году Моше Черток возвратился в Эрец-Исраэль и работал в газете «Давар» у Берла Кацнельсона.
С 1929 по 1931 год был редактор еженедельного приложения к этой газете на английском языке.

### Карьера политика
Его политическая карьера началась в 1931 году.
Моше Черток был назначен секретарём политического отдела Еврейского агентства — «Сохну́т» и заместителем Хаима Арлозорова. А после гибели Арлозорова в 1933 году стал начальником политического отдела Сохнута. В то время Еврейское агентство Сохнут фактически исполняло функции министерства иностранных дел всего Ишува Эрец-Исраэль. Этот пост он занимал вплоть до провозглашения независимости государства Израиль в 1948 году.
Моше Черток много контактировал с управлением Британского мандата, посредничал в контактах с различными сионистскими движениями, сотрудничал с местными властями в целях укрепления ишува.
Во время арабских бунтов с 1936 по 1939 годы инициировал приём евреев в британскую полицию.
С началом Второй мировой войны был инициатором движения за создание Еврейских бригад в британской армии. При его посредничестве в 1941 году бойцы Пальмаха участвовали в подготовке вторжения британских войск в Сирию и Ливан, отправлялись группы парашютистов за линию фронта в Европу, для организации там еврейского антинацистского сопротивления.
Однако по окончании войны поддерживал вооружённое, хоть и ограниченное противодействие Хаганы британским властям. За это в 1946 году он был арестован и вместе с другими руководителями сопротивления заключён в тюрьму Латрун, где провёл 4 месяца.
После Второй мировой войны Черток придавал важное значение политической борьбе в ООН и прилагал все усилия к принятию плана раздела Палестины и созданию еврейского государства.
Джордж Маршалл, в то время государственный секретарь Соединённых штатов Америки, предостерегал его и других лидеров ишува от одностороннего провозглашения независимости еврейского государства.

### Как это было (из воспоминаний современников)

#### С патетикой
…8 мая 1948 года. До провозглашения государства оставалось шесть дней. В Госдепартаменте Соединённых Штатов встретились госсекретарь Америки Джордж Маршалл и видный политический деятель еврейского ишува Моше Шарет. Их диалог был коротким и драматичным. Джордж Маршалл изложил позицию Америки: «Мы требуем отсрочить провозглашение государства на три месяца и согласиться на прекращение огня.»
Моше Шарет ответил: «Если мы пойдём на это, не будучи уверенными, что по истечении назначенного срока государство будет создано, нам придётся держать ответ перед еврейской историей».
— Начнётся война и вы попадёте в большую беду — не приходите тогда жаловаться, — последовало резкое предупреждение.
Реакция Моше Шарета была сдержанной и полной внутреннего достоинства:

— Правительство Соединённых Штатов проголосовало за Израиль, и мы никогда этого не забудем, но в войне мы сражались в одиночку, без всякой помощи. Вы отказались предоставить нам оружие, военный инструктаж и даже стальные листы для обшивки гражданских автобусов. Теперь мы не просим помощи, мы просим лишь прекратить вмешательство в наши дела…— Михаэль Бар-Зоар, Бен-Гурион(биография)

#### Без патетики
Он (Шарет) был весьма озабочен, даже испуган реакцией американцев и по приезде в Тель-Авив 12 мая, немедленно рассказал обо всём Давиду Бен-Гуриону, которому на следующий день предстояло голосование в Национальном совете Ишува. На повестке единственный вопрос — провозглашать независимое государство или нет.

Бен-Гурион запер Моше Шарета в комнату, и не выпускал его до тех пор, пока тот не поклялся ему лично (они были близкие друзья), что ни слова не расскажет остальным членам Национального совета о позиции США. Шарет слово сдержал. Голосование закончилось победой Бен-Гуриона: 6 — «за», 4 — «против». Не сомневаюсь, что, если бы Моше Шарет не сдержал своё слово, результаты голосования было бы другими.— Соломон Динкевич

### На государственной службе
Черток стал одним из авторов Декларации Независимости, которую он подписал вместе с другими лидерами ишува 14 мая 1948 года в Тель-Авиве, — Декларации о провозглашении государства Израиль.
Сразу после этого Моше Черток был назначен министром иностранных дел и сменил фамилию на Шарет, что в переводе с иврита означает «Служитель Его, человек, выполняющий свой долг». По созвучию она тоже была близка к его прежней фамилии, и с тех пор все дипломатические документы он уже подписывал как Шарет.
На этой должности он много и успешно работал. Именно благодаря его усилиям, личному обаянию, ораторскому искусству (он совершенно свободно владел восемью языками), умению убеждать оппонентов, были установлены официальные внешнеполитические отношения со многими странами Европы, Азии, Африки и Америки, со многими из них налажены внешнеторговые связи.
Моше Шарет много выступал в ООН и в других международных организациях, на всемирных и региональных форумах, где неизменно отстаивал жизненно важные интересы еврейского государства.

#### Телеграмма Молотову
Советский Союз первым среди всех стран мира, через два дня после провозглашения, признал де-юре государство Израиль (17 мая 1948); США же признали Израиль ограниченно — де-факто.
Шарет в первой же официальной телеграмме Израиля на имя министра иностранных дел СССР В. Молотова выразил «глубокую признательность и уважение народа Израиля за стойкую позицию, занятую советской делегацией в ООН, в поддержку образования независимого и суверенного еврейского государства».

#### Взаимоотношения с Давидом Бен-Гурионом
К началу 1950-х годов отношения Моше Шарета с Давидом Бен-Гурионом серьёзно осложнились.
Бен-Гурион, будучи бесспорным национальным лидером и «отцом нации», относился весьма критически к позиции Шарета, к его, как он считал, чрезмерной осторожности, к тому, что он предпочитал трудные и малоперспективные переговоры методам активного отпора агрессивным и враждебным акциям противников Израиля. А позиция Шарета отличалась откровенным неприятием того, что он называл «сверхактивизмом» Бен-Гуриона, в особенности проводимых по его указанию (как главы правительства и министра обороны) вооружёнными силами страны частых акций возмездия и превентивных операций против баз террористов в приграничных местностях соседних государств, поощрявших и поддерживавших арабский террор.
Бен-Гурион не мог простить Шарету такой серьёзный внешнеполитический шаг, как отклонение в 1950 году предложения маоистского Китая установить с Государством Израиль нормальные дипломатические отношения. Шарет тогда опасался отрицательной реакции США.
С другой стороны, Шарет сопротивлялся присоединению Израиля к странам Запада в начавшейся уже в конце 1940-х годов «Холодной войне» с Советским Союзом. Шарет объяснял это опасениями потерять поддержку со стороны последнего.
Однако в партийных кругах Шарет пользовался неизменным авторитетом, и хотя Давид Бен-Гурион накануне своей первой отставки из правительства в конце 1953 года рекомендовал в качестве своего преемника Леви Эшколя, именно Шарет был избран главой правительства.
Отношения между ними так толком и не наладились. Даже много лет спустя, в 1965 году, тяжело больной, прикованный к инвалидному креслу Моше Шарет прибыл на заседание партии «МАПАЙ», чтобы обрушиться с резкой критикой на Давида Бен-Гуриона.

#### Неудачи
На посту главы правительства Моше Шарет пробыл почти два года — с 25 января 1954 по 3 ноября 1955 года, но не сумел получить достаточную поддержку со стороны многих членов кабинета. А его отношения с высшим армейским командованием (начальник Генерального штаба Моше Даян) и руководством системы безопасности страны (министр обороны Пинхас Лавон), стали в те времена притчей во языцех. Доходило до того, что масштабы и подлинные цели проводимых военных операций становились известны Шарету только после их завершения, иногда даже из сообщений по радио. А провал операции военной разведки Израиля в Египте нанёс серьёзный урон Шарету как государственному лидеру. Суть дела была в том, что организованная израильскими секретными службами группа еврейской молодёжи занималась диверсионной деятельностью, в том числе против американских учреждений в Египте, с целью испортить отношения этой страны с США. Разразившийся в связи с этим в июле 1955 года внутриполитический кризис, известный как «Дело Лавона», выявил, помимо прочего, что глава правительства Шарет не только не давал согласия на эту операцию, но и не был даже осведомлён о ней. Пинхас Лавон был освобождён от должности, а Шарет пригласил на освободившийся пост министра обороны Бен-Гуриона.
Давид Бен-Гурион, 26 июля 1955 года, после выборов в Кнессет 3-го созыва сформировал правительство и предложил Шарету портфель министра иностранных дел. Но уже через несколько месяцев он в ультимативной форме потребовал, чтобы Шарет вышел в отставку. Моше Шарет ушёл из правительства, но оставался членом Кнессета и продолжил активную деятельность в партии «МАПАЙ».

## Личная жизнь
Моше Шарет был женат на Ципоре Мейеровой. У них родились двое сыновей и дочь.
Среди его родственников известные в Израиле общественные и государственные деятели — Элиягу Голомб, Дов Хоз, Шауль Авигур (брат Ципоры Мейеровой). Его племянник — Давид Голомб (сын Элиягу Голомба) был членом Кнессета.

## Последние годы жизни
В 1961 году Шарет принял предложение возглавить исполком Еврейского агентства, вернулся к активной политической деятельности, старательно укреплял и развивал связи Израиля с еврейскими общинами многих стран, где его всегда принимали с большим почётом. Последние годы жизни он посвятил литературному труду, был также директором издательства «Ам овед».

## Смерть

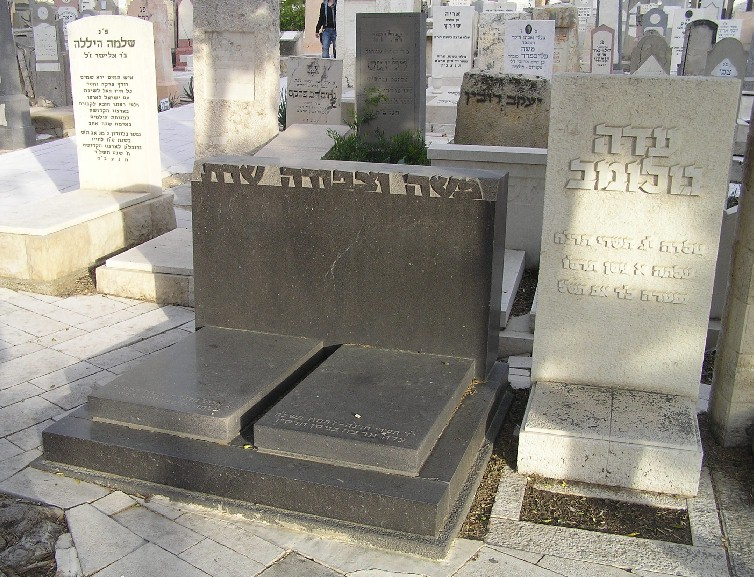
Могила Моше и Ципоры Шарет на кладбище «Трумпельдор» в Тель-Авиве

7 июля 1965 года Моше Шарет скончался. По его завещанию похоронен в Тель-Авиве на кладбище Трумпельдор.

## Достижения
Главное достижение Моше Шарета — это развитие стратегии и тактики современной израильской дипломатии. Он посвятил двадцать пять лет своей жизни воспитанию плеяды профессиональных израильских дипломатов.

## Творческая деятельность
Интересы Моше Шарета не исчерпывались политикой. Он занимался развитием и совершенствованием системы воспитания и образования в стране, уделял много внимания языку иврит в новой литературе. Шарет обладал литературным даром. Среди его работ «Ми-шут бе-Асия» («Из скитаний по Азии», путевые заметки; 1957); «Ба-шо‘арей хе-уммот» («В преддверии нации», сборник речей в период 1946-49 гг.; 1958); «Дварим ал ционут» («Речи о сионизме», 1966); «Орот ше-каву» («Светильники, которые угасли», речи и статьи об ушедших из жизни национальных, политических и военных деятелях; 1969).
Уже после его смерти были изданы его дневники, также вышла в свет книга поэтических переводов Шарета.

## Память о Моше Шарете
В Израиле создано общественное объединение по изучению наследия Моше Шарета. Руководит обществом сын Моше Шарета — журналист Яаков (Коби) Шарет.
В память об этом человеке названы улицы, бульвары и даже целые районы во многих городах Израиля.

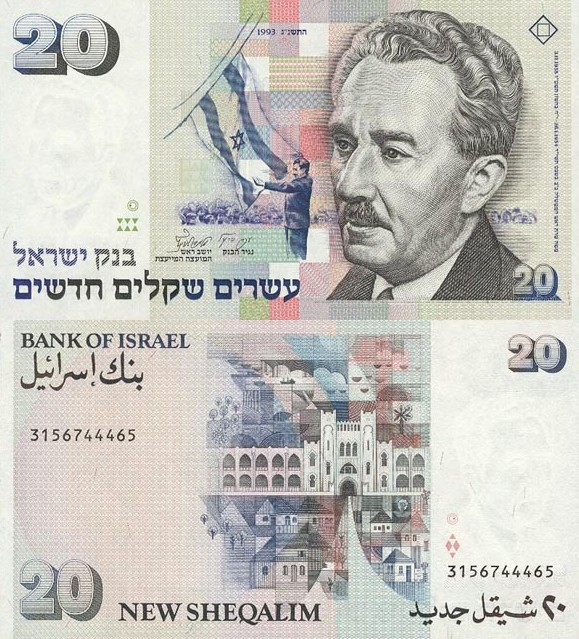
Банкнота достоинством 20 новых шекелей 1993 года выпуска, посвящённая Моше Шарету.

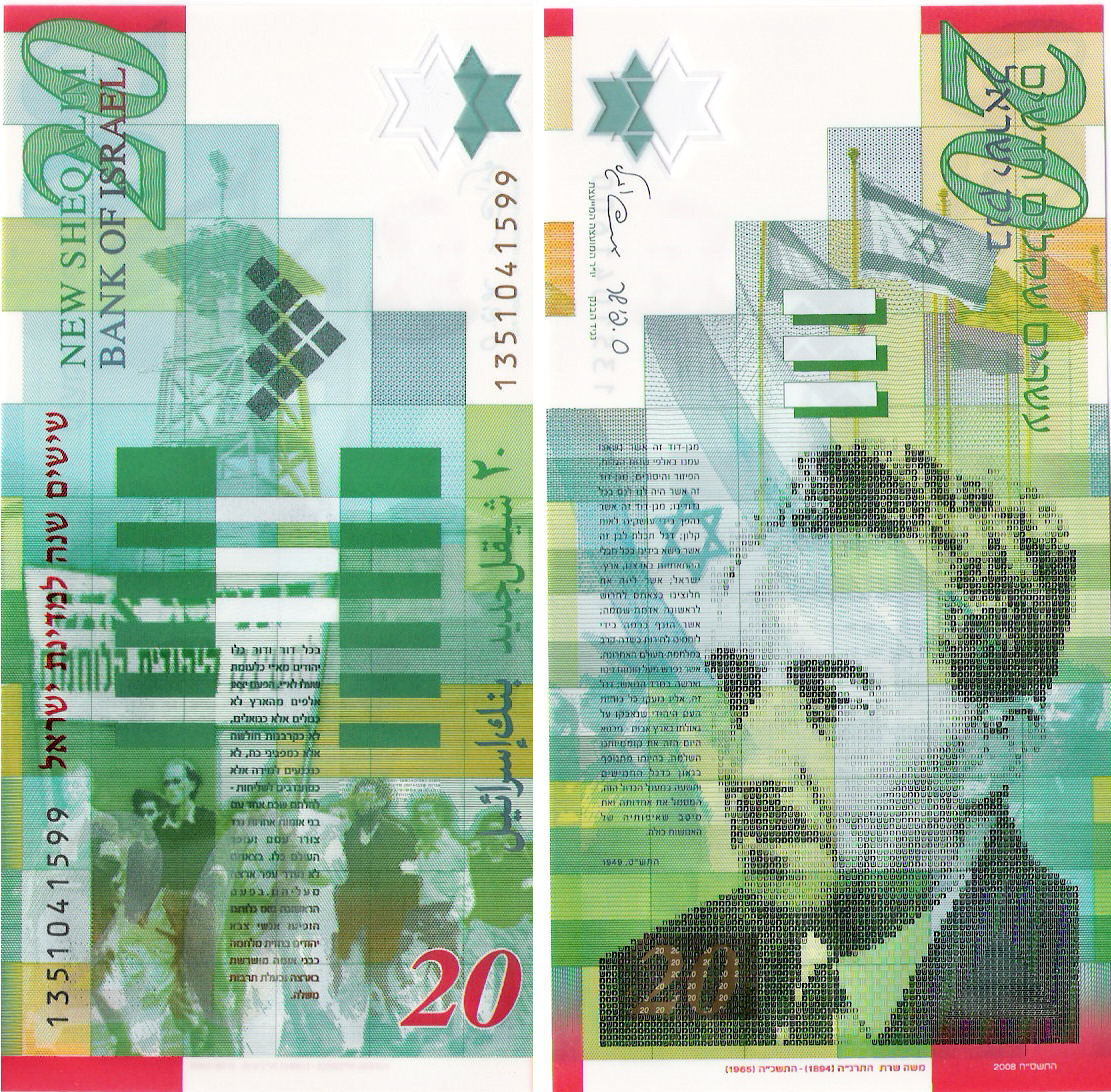
Полимерная банкнота достоинством 20 новых шекелей 2008 года выпуска с красной надписью «60 лет Государству Израиль» (банкноты с данной надписью выпущены в ограниченной серии), посвящённая Моше Шарету.

В 1987 году в Израиле выпущена банкнота достоинством 20 новых шекелей, на аверсе которой изображён Моше Шарет во время церемонии первого поднятия израильского флага у здания ООН.
Через 11 лет, в 1998 году, банк Израиля выпустил новую версию банкноты достоинством 20 новых шекелей. Новые банкноты имеют вертикальное расположение. Они выполнены с помощью компьютерной технологии, при увеличении на аверсе можно разглядеть, что портрет состоит из многократно повторяющихся двух букв еврейского алфавита, являющихся инициалами Моше Шарета. Портрет помещен на фоне церемонии первого подъёма израильского флага перед зданием ООН. Над портретом флаг показан развевающимся на флагштоке среди флагов других государств — членов ООН. Напечатанный слева от портрета текст — выдержка из речи, произнесённой Моше Шаретом перед зданием ООН 12 мая 1949 года.
На реверсе банкноты в её нижней части показаны добровольцы, вступающие в Еврейскую бригаду. На фоне этого изображения приведен текст выступления Моше Шарета по радио в мае 1944 года после его посещения Еврейской бригады, сражающейся в Италии. В верхней части изображена сторожевая башня одного из еврейских поселений периода 1936—1939 годов. В то время Моше Шарет внёс большой вклад в образование этих поселений.
В 2008 году выпущена третья версия банкноты. Она в точности повторяет предыдущую с той только разницей, что напечатана не на бумаге, а на специальном прочном пластике.